# Aldo Silvani
Aldo Silvani (Torino, 21 gennaio 1891 – Milano, 12 novembre 1964) è stato un attore, regista e doppiatore italiano.

## Biografia
Debuttò sul palcoscenico nel 1914 nella compagnia del Grand Guignol, per poi orientarsi prevalentemente verso il teatro d'arte e, in seguito, verso quello comico. Laureato in giurisprudenza, debuttò come attor giovane nella Compagnia di Alfredo Sainati poi in quella di Gualtiero Tumiati. Dal 1929 al 1935 diresse i Carri di Tespi. Nel 1935 entrò all'EIAR (di cui avrebbe in seguito diretto il settore drammatico), figurando fra i primi registi della radio italiana. Nella seconda metà degli anni trenta allestì numerose commedie (tra cui Congedo di Renato Simoni, L'inventore del cavallo di Achille Campanile, L'uomo che ha avuto successo di Rosso di San Secondo, La giara di Pirandello, L'elogio del furto di Dante Signorini) e radiodrammi (come Sinfonia di ognuno di Ferruccio Cerio e Più presso a te, mio Dio! di Alessandro De Stefani).

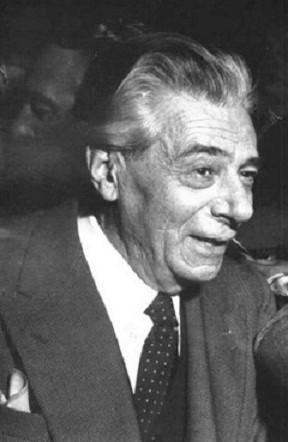
Aldo Silvani nel 1960 circa

Per il grande schermo interpretò ruoli minori, ma comunque di grande intensità drammatica, come in Anni difficili (1947) di Luigi Zampa, o nei due film di Fellini La strada (1954) e Le notti di Cabiria (1957), dove fu rispettivamente il direttore di un circo equestre e un illusionista. Nel 1947 affiancò Gina Lollobrigida nel film Follie per l'opera. In radio fu il protagonista di numerosi allestimenti: La tempesta di Shakespeare (1952), John Gabriel Borkman di Ibsen (1956), Ballata per Tim, pescatore di trote di Carlo Castelli (premio Rai al Prix Italia del 1956), Sansone agonista di John Milton (regia di Sermonti, 1959), non esclusi alcuni romanzi sceneggiati come Il conte di Montecristo diretto da Benedetto (1962) e I vecchi e i giovani di Pirandello, per la regia di Camilleri (1964).
Intensa la sua attività televisiva; fece conoscere a un vasto pubblico le sue capacità drammatiche recitando in sceneggiati come L'alfiere (1956) e Il romanzo di un giovane povero (1957, replicato l'anno successivo per un'ulteriore versione cinematografica), in cui impersonava il capitano Laroque. Grande popolarità gli diede il ruolo dell'ingegnere Pietro Ribera in Piccolo mondo antico (1957). Negli anni sessanta si moltiplicarono le sue partecipazioni ai grandi sceneggiati: interpretò personaggi significativi come Muller ne Il caso Maurizius (1961), Felice Grandet in Papà Grandet (1963), Pliuskin ne Le anime morte (1963), Ezechiele Annobon ne Il mulino del Po (1963), il Professor Abbey ne La cittadella (1964) e monsignor Benvenuto ne I miserabili (1964).
Morì il 12 novembre 1964 a Milano stroncato da un tumore al pancreas, che lo aveva colpito qualche mese prima, mentre era in piena attività teatrale..

## Filmografia parziale

### Attore

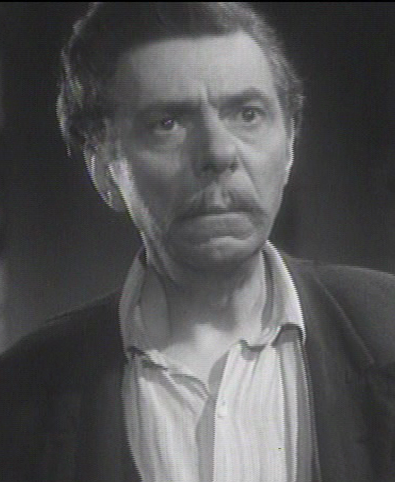
Aldo Silvani nel film 4 passi fra le nuvole (1942)

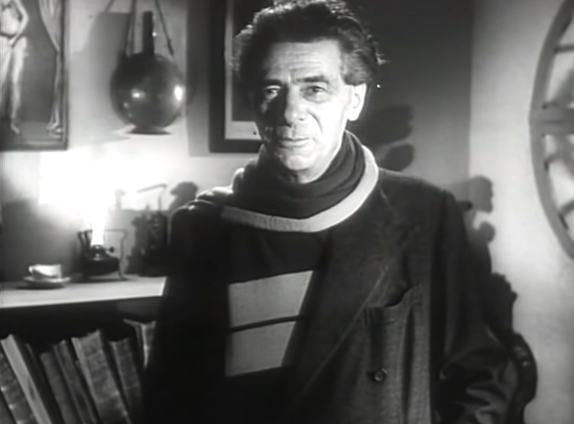
Aldo Silvani in Al diavolo la celebrità (1949)

- Il cardinale Lambertini, regia di Parsifal Bassi (1934)
- Nozze vagabonde, regia di Guido Brignone (1936)
- L'antenato, regia di Guido Brignone (1936)
- I tre desideri, regia di Giorgio Ferroni e Kurt Gerron (1937)
- Bionda sottochiave, regia di Camillo Mastrocinque (1939)
- Il diario di una stella, regia di Mattia Pinoli, Domenico Valinotti (1940)
- La cena delle beffe, regia di Alessandro Blasetti (1941)
- Don Buonaparte, regia di Flavio Calzavara (1941)
- Ragazza che dorme, regia di Andrea Forzano (1941)
- I promessi sposi, regia di Mario Camerini (1941)
- Brivido, regia di Giacomo Gentilomo (1941)
- Il re si diverte, regia di Mario Bonnard (1941)
- Il re d'Inghilterra non paga, regia di Giovacchino Forzano (1941)
- Confessione, regia di Flavio Calzavara (1941)
- Carmela, regia di Flavio Calzavara (1942)
- 4 passi fra le nuvole, regia di Alessandro Blasetti (1942)
- Le due orfanelle, regia di Carmine Gallone (1942)
- La danza del fuoco, regia di Giorgio Simonelli (1942)
- Il figlio del corsaro rosso, regia di Marco Elter (1943)
- Maria Malibran, regia di Guido Brignone (1943)
- Gli ultimi filibustieri, regia di Marco Elter (1943)
- Gente dell'aria, regia di Esodo Pratelli (1943)
- Dente per dente, regia di Marco Elter (1943)
- Harlem, regia di Carmine Gallone (1943)
- La vispa Teresa, regia di Mario Mattoli (1943)
- Ho tanta voglia di cantare, regia di Mario Mattoli (1943)
- Calafuria, regia di Flavio Calzavara (1943)
- Zazà, regia di Renato Castellani (1944)
- Non ammazzare, episodio de I dieci comandamenti, regia di Giorgio Walter Chili (1945)
- La carne e l'anima, regia di Vladimir Striževskij (1945)
- Il ratto delle Sabine, regia di Mario Bonnard (1945)
- L'abito nero da sposa, regia di Luigi Zampa (1945)
- Abbasso la miseria!, regia di Gennaro Righelli (1945)
- La vita ricomincia, regia di Mario Mattoli (1945)
- La sua strada, regia di Mario Costa (1946)
- Umanità, regia di Jack Salvatori (1946)
- L'angelo e il diavolo, regia di Mario Camerini (1946)
- Anni difficili, regia di Luigi Zampa (1947)
- Catene, regia di Raffaello Matarazzo (1949)
- Al diavolo la celebrità, regia di Mario Monicelli e Steno (1949)
- Signorinella, regia di Mario Mattoli (1949)
- Follie per l'opera, regia di Mario Costa (1949)
- Il ladro di Venezia, regia di John Brahm (1950)
- Il vedovo allegro, regia di Mario Mattoli (1950)
- Domani è un altro giorno, regia di Léonide Moguy (1951)
- Canzone di primavera, regia di Mario Costa (1951)
- Trieste mia!, regia di Mario Costa (1951)
- Il folle di Marechiaro, regia di Roberto Roberti (1952)
- Papà ti ricordo, regia di Mario Volpe (1952)
- Imbarco a mezzanotte, regia di Joseph Losey (1953)
- Ti ho sempre amato!, regia di Mario Costa (1953)
- Donne proibite, regia di Giuseppe Amato (1953)
- Il terrore dell'Andalusia, regia di Ladislao Vajda (1953)
- Per salvarti ho peccato, regia di Mario Costa (1953)
- Noi peccatori, regia di Guido Brignone (1953)
- Rigoletto e la sua tragedia, regia di Flavio Calzavara (1954)
- Casa Ricordi, regia di Carmine Gallone (1954)
- La valle dei re (Valley of the Kings), regia di Robert Pirosh (1954)
- La strada, regia di Federico Fellini (1954)
- Il caso Maurizius, regia di Julien Duvivier (1954)
- Sangue di zingara, regia di Maria Basaglia (1956)
- Le notti di Cabiria, regia di Federico Fellini (1957)
- C'è un sentiero nel cielo, regia di Marino Girolami (1957)
- Cartagine in fiamme, regia di Carmine Gallone (1957)
- L'ultima violenza, regia di Raffaello Matarazzo (1957)
- Il romanzo di un giovane povero, regia di Marino Girolami (1958)
- Fortunella, regia di Eduardo De Filippo (1958)
- Il mondo dei miracoli, regia di Luigi Capuano (1959)
- Jovanka e le altre, regia di Martin Ritt (1960)
- Sodoma e Gomorra, regia di Robert Aldrich (1962)
- I patriarchi, regia di Marcello Baldi (1963)

## Doppiaggio

### Film cinema
- Boris Karloff in Gli invincibili, Sogni proibiti, La quercia dei giganti, I tre volti della paura
- Leo G. Carroll in Rebecca - La prima moglie, Io ti salverò, Amarti è la mia dannazione
- Alan Napier in Bernadette, Sinbad il marinaio
- Finlay Currie in Quo vadis, La caduta dell'Impero romano
- Maurice Moscovitch in Il grande dittatore, Non puoi impedirmi d'amare
- Ray Collins in Vento di primavera
- Reginald Owen in I tre moschettieri
- Paul Harvey in Il padre della sposa
- Gualtiero Tumiati in Don Camillo
- Anthony Dawson in A 007, dalla Russia con amore
- Charles B. Middleton in Il compagno B (ridoppiaggio)
- William P. Carleton in La ragazza di Boemia (ridoppiaggio)
- Francis McDonald in La via dei giganti,
- Walter Huston in Duello al sole
- Joseph Crehan in La storia del generale Custer
- Henry Kolker in Giulietta e Romeo
- Erich von Stroheim in Viale del tramonto, La grande illusione
- Walter Brennan in Sabbie rosse
- Ward Bond in Il massacro di Fort Apache
- John Miljan in Gli eroi del Pacifico
- John Dierkes in La cosa da un altro mondo
- John McIntire in Vagabondo a cavallo, Figlio del delitto
- C. Aubrey Smith in Le bianche scogliere di Dover
- Robert Warwick in Il diritto di uccidere
- Henry Stephenson in Notte e dì, La sfinge del male, La tragedia del Bounty, La carica dei seicento, Capitan Blood
- Philip Merivale in Lo straniero
- Willie Best in La donna e lo spettro
- Ronald Adam in Le avventure del capitano Hornblower, il temerario
- Addison Richards in Arcipelago in fiamme
- Will Wright in Frutto proibito

### Film d'animazione
- Specchio Magico in Biancaneve e i sette nani (ed. 1938)
- Capitan Libeccio in Alice nel Paese delle Meraviglie

## Doppiatori
In alcuni film non recita con la propria voce, ma è doppiato da:
- Cesare Polacco in Abbasso la miseria, La strada, Due lacrime
- Giorgio Capecchi in Paolo e Francesca (solo in un anello), Brivido
- Mario Besesti in Delirio
- Amilcare Pettinelli in Disonorata senza colpa
- Tito Gobbi in Rigoletto e la sua tragedia (solo parte cantata)
- Michele Malaspina in La capinera del mulino
- Achille Majeroni in Ben-Hur

## Prosa radiofonica EIAR
- Il castello del sogno di E. A. Brutti, trasmessa il 1º marzo 1933.
- Come le foglie, commedia di Giuseppe Giacosa, trasmessa il 2 gennaio 1934
- Il passatore di Augusto Donnini e Guglielmo Zorzi, regia di Aldo Silvani, trasmessa il 17 febbraio 1937.
- Musica di foglie morte di Rosso di San Secondo, regia di Aldo Silvani, trasmessa il 12 novembre 1939.

## Prosa radiofonica Rai
- Filottete, di Sofocle, regia di Guglielmo Morandi, trasmessa il 20 febbraio 1953
- Perduto nelle stelle, di Maxwell Anderson e Kurt Weill, regia di Anton Giulio Majano, trasmessa il 19 giugno 1953
- Cristoforo Colombo, di Charles Bertin, regia di Guglielomo Morandi,, trasmessa il 5 maggio 1954
- L'ortolano di Samo, di Charles Vildrac, regia di Guglielmo Morandi, trasmessa il 2 giugno 1954
- Guglielmo Tell, di Friedrich Schiller, regia di Alberto Casella, trasmessa il 1 maggio 1956.
- La lupa, dramma in due atti di Giovanni Verga, regia di Guglielmo Morandi, trasmessa  1 luglio 1955
- Francillon, di Alessandro Dumas, regia di Umberto Benedetto, trasmessa il 25 marzo 1957
- Prometeo incatenato, di Eschilo,,regia di Pietro Masserano Taricco 1959
- La Loira, dramma di André Obey, regia di Alessandro Brissoni, trasmessa il 26 gennaio 1960.
- Sansone agonista, poema drammatico di John Milton, regia di Vittorio Sermonti, trasmessa il 30 novembre 1960

## Prosa televisiva Rai
- L'Arlesiana, di Alphonse Daudet (1956)
- Don Buonaparte, di Giovacchino Forzano, regia di Guglielmo Morandi, trasmessa il 4 maggio 1956
- Piccolo mondo antico, regia di Silverio Blasi, 5 puntate, dal 26 ottobre al 23 novembre 1957
- Quella, regia di Cesare Giulio Viola, trasmessa il 6 dicembre 1957
- Maria Stuarda, di Friedrich Schiller, regia di Claudio Fino, trasmessa il 7 novembre 1958
- I masnadieri, di Friedrich Schiller, regia di Anton Giulio Majano, 2 ottobre 1959
- Il cuore e il mondo di Lorenzo Ruggi, regia di Mario Landi, trasmessa il 18 novembre 1959
- Ricordati di Cesare, commedia di Gordon Daviot, regia di Alessandro Brissoni, trasmessa il 9 settembre 1962
- Il capanno degli attrezzi, regia di Sandro Bolchi (1963, prosa televisiva)
- La cittadella, regia di Anton Giulio Majano (1963, sceneggiato televisivo)
- I miserabili, regia di Sandro Bolchi (1964, sceneggiato televisivo)
- La fiaccola sotto il moggio, di Gabriele D'Annunzio, regia di Giorgio De Lullo, trasmessa il 9 aprile 1965